# ウキウキりんこだプー
「ウキウキりんこだプー」は、2002年12月18日にサイトロン・デジタルコンテンツよりリリースされた小倉優子のインディーズ1stシングル。

## タイアップ
ウキウキりんこだプー
文化放送「小倉優子のRADIOトゥルー・ラブストーリー ウキウキりんこだプー!」主題歌。

## 収録曲
1. ウキウキりんこだプー（作詞・作曲：志倉千代丸、編曲：磯江俊道）
2. 凛子のモノローグ#1
3. 凛子のモノローグ#2
4. 凛子のモノローグ#3
5. 凛子のモノローグ#4
6. 凛子のモノローグ#5
7. ウキウキりんこだプー (インストゥルメンタル)

## 参加ミュージシャン
- Arrangement&Programming：磯江俊道
- Guitars：梶原順
- Chorus：藤弥美里、尾形聡子